# جون إل. ويلسون
جون إل. ويلسون (بالإنجليزية: John Lockwood Wilson)‏ هو محامي وسياسي أمريكي، ولد في 7 أغسطس 1850 في كروفوردسفيل في الولايات المتحدة، وتوفي في 6 نوفمبر 1912 في واشنطن العاصمة في الولايات المتحدة. حزبياً، نشط في الحزب الجمهوري. وقد انتخب عضو مجلس نواب إنديانا وانتخب عضو مجلس النواب الأمريكي وانتخب عضو مجلس الشيوخ الأمريكي.